# Davide Bartesaghi
Davide Bartesaghi (29. prosinec 2005, Erba), Itálie) je italský fotbalový obránce hrající za Milán.

## Kariéra
V mládežnických kategoriích začal hrát na pozici útočníka, poté záložníka a v dorostu hrál již na kraji obrany. Do Milána přišel v roce 2012 z Atalanty a svůj první zápas za dospělé odehrál 23. září 2023 proti Veroně (1:0), když vystřídal Florenziho. Za měsíc podepsal smlouvu do roku 2026.

## Statistiky
| Sezóna          | Klub            | Liga            | Liga   | Liga | Domácí poháry | Domácí poháry | Domácí poháry | Kontinentální poháry | Kontinentální poháry | Kontinentální poháry | Celkem | Celkem |
| Sezóna          | Klub            | Soutěž          | Zápasy | Góly | Soutěž        | Zápasy        | Góly          | Soutěž               | Zápasy               | Góly                 | Zápasy | Góly   |
| --------------- | --------------- | --------------- | ------ | ---- | ------------- | ------------- | ------------- | -------------------- | -------------------- | -------------------- | ------ | ------ |
| 2023/24         | Milán           | Serie A         | 6      | 0    | IP            | 1             | 0             | LM+EL                | 1+0                  | 0+0                  | 8      | 0      |
| 2024/25         | Milán           | Serie A         | 4      | 0    | IP+IS         | 2+0           | 0             | LM                   | 1                    | 0                    | 6      | 0      |
| Celkem za Milán | Celkem za Milán | Celkem za Milán | 10     | 0    | -             | 3             | 0             | -                    | 2                    | 0                    | 14     | 0      |
| 2024/25         | Milán Futuro    | Serie C         | 25+2   | 1    | -             | 0             | 0             | -                    | 0                    | 0                    | 31     | 1      |
| Celkově         | Celkově         | Celkově         | 37     | 1    | -             | 3             | 0             | -                    | 2                    | 0                    | 42     | 1      |

## Úspěchy

### Klubové
- vítěz italského superpoháru (1x)

Milán: 2024